# Bok (cràter)
Bok és un cràter d'impacte que es troba a la cara oculta de la Lluna. Cap al sud-est es troba el cràter Sniadecki; al nord apareix McKellar, i més cap a l'oest es troba De Vries.

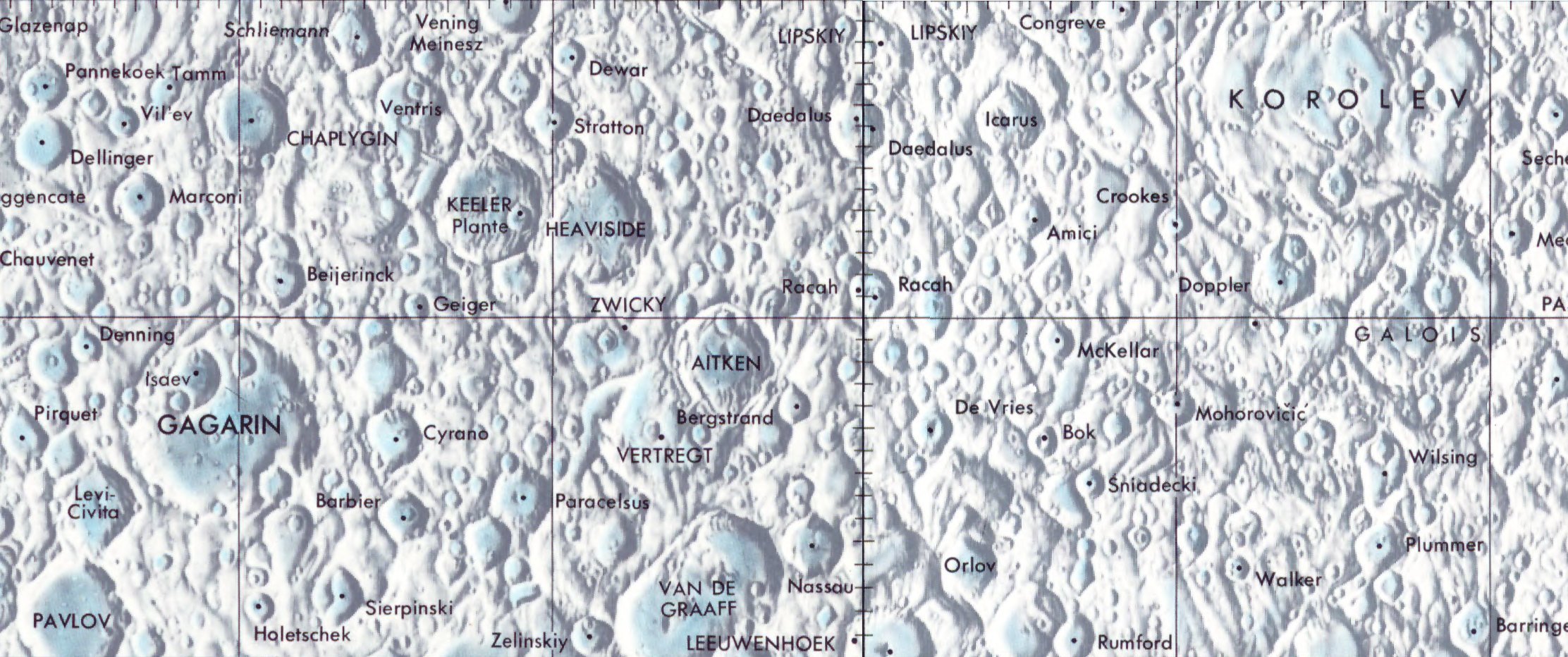
Localització de Bok (centre de la imatge)
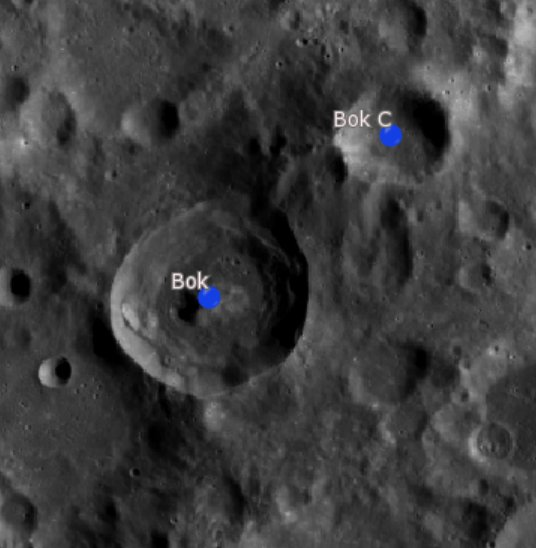
Cràters satèl·lit

La vora de Bok està ben definida i no s'ha erosionat de manera significativa. Les parets interiors tenen una pendent suau cap a la plataforma interior gairebé al mateix nivell, que té un pic central prop del punt mig. Hi ha una lleugera protuberància cap a l'interior al llarg de la paret nord-oest.

## Cràters satèl·lit
Per convenció aquests elements són identificats en els mapes lunars posant la lletra en el costat del punt central del cràter que està més proper a Bok.
| Bok | Coordenades                            | Diàmetre |
| --- | -------------------------------------- | -------- |
| C   | 19° 06′ S, 170° 12′ O / 19.1°S,170.2°O | 27 km    |